# Гуго Остерман
Гуго Остерман (фін. Hugo Österman; 5 вересня 1892, Гельсінгфорс, Велике князівство Фінляндське — 14 лютого 1975, Гельсінкі, Фінляндія) — фінський військовий діяч шведського походження, генерал-лейтенант, видний воєначальник в роки Другої світової війни. Обіймав посади командувача Сухопутних військ Фінляндії, головнокомандувача Збройних сил Фінляндії та міністра оборони країни.

## Ранні роки
Гуго Остерман народився 5 вересня 1892 року у місті Гельсінгфорс (сучасне місто Гельсінкі) у сім'ї поліцейського. 1911 року він завершив навчання у місцевій середній школі. Одразу після цього вступив до історико-лінгвістичного відділу факультету філософії Гельсінського університету, бажаючи в майбутньому стати науковцем. Однак його планам не судилося бути втіленими в життя через початок нової великої війни на теренах Європи.

Гуго Остерман разом із побратимами

1915 року Остерман перервав навчання та вступив добровольцем на програму військової підготовки Німецької імперії для поневолених Росією народів, яка проводилася на півночі країни. Фактично ж це була державна зрада, адже, перебуваючи у підданстві Російської імперії, Гуго вступив на службу до збройних сил її безпосереднього ворога. 
Спершу Остерман був приписаний до 2-ї роти 27-о королівського прусського єгерського батальйону, але вже 21 грудня 1915 року перевівся до 4-ї роти цього ж батальйону. Під час Першої світової війни він встиг узяти участь у великій кількості боїв Східного фронту. Так, до прикладу, він воював у Ризькій затоці. Після повернення батальйону з фронту в 1917 році Остерман закінчив курс "А" військової школи, організованої в Лібаві, та отримав офіцерське звання.

## Між світовими війнами
Після розпаду Російської імперії та проголошення незалежності Фінляндії, Остерман вступив до Білої гвардії, одразу отримавши звання майора, та 11 лютого 1918 року склав присягу на вірність батьківщині. Проте повноцінно він повернувся до Фінляндії лише за два тижні, 25 лютого, разом із більшістю бійців свого батальйону, які також були фінами та бажали допомогти рідній країні у боротьбі проти ворога. З цих бійців Остерман сформував 5-й єгерський батальйон та прийняв командування ним. На чолі цієї військової частини брав участь у Громадянській війні, воював у Карелії. 
Після завершення Громадянської війни 10 липня 1918 року Остерман був призначений командиром 6-о єгерського батальйону, який пізніше був переформований у 3-й єгерський батальйон. З 5 січня 1919 року Гуго очолював 1-й Балтійський піхотний полк, а вже у вересні 1920 року він був призначений на посаду головного інспектора опікунських рад військових і з 1 квітня по 1 жовтня 1923 року обіймав посаду голови Гельсінського округу опіки військових. 

Гуго Остерман оглядає війська, 1936 рік

20 червня 1924 року Остерман був переведений до Генерального штабу, де перебував до березня 1925 року. 29 серпня 1925 року прийняв на себе командування 3-м полком, а 9 червня 1928 року був призначений інспектором піхоти Генерального штабу. 
З 10 липня 1930 року по 21 березня 1931 року обіймав посаду військового міністра в першому уряді Пера Свінгувуда. 
У цей період Остерман активно навчався. Так протягом 1927–1928 років він здійснював навчальні поїздки до Італії, Польщі, Угорщини та Латвії, а також здійснив ознайомчу поїздку до Шведського інституту оборони в 1935 році, до Німецького та Естонського інститутів оборони в 1938 році.
12 січня 1933 року призначений начальником військового округу Уусімаа. Він залишався на цій посаді до жовтня 1939 року, коли змінив Карла Густава Маннергейма на посаді очільника Збройних сил Фінляндії, ставши першою особою в армії країни. 

## Друга світова війна та подальше життя

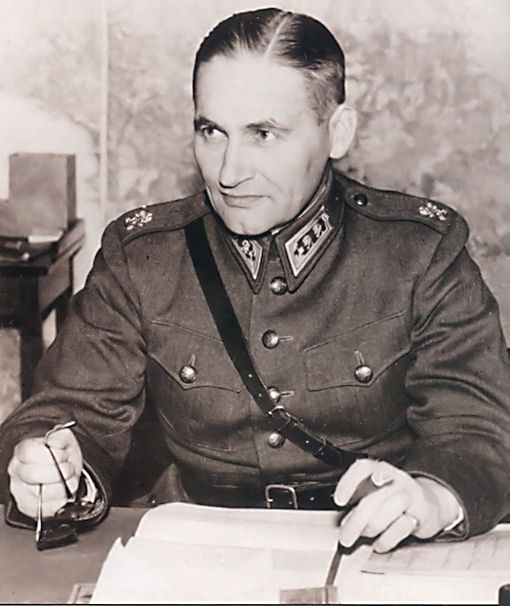
Гуго Остерман під час Зимової війни

Однак коли почалася Зимова війна він знову передав повноваження щодо управління армією фельдмаршалу Маннергейму. Сам же був призначений командиром військ, головним завданням яких було утримання оборони на Карельському перешийку. Зі своїм завдання Остерман не впорався, адже саме тут відбувся прорив фронту Червоною армією на чолі з Тимошенком, унаслідок чого Фінляндія опинилася у доволі скрутному становищі. Остермана звільнили з посади та призначили замість нього генерал-майора Гейнрікса. Попри це, Гуго відмовився йти у відставку.
Після підписання мирної угоди він служив генеральним інспектором з питань військової підготовки новобранців. У Карельській кампанії участі як командир він фактично не брав, займаючись більшою мірою вирішенням важливих для армії питань у тилу, допоки в лютому 1944 року він не відправився у Берлін як представник своєї країни при Верховному головнокомандуванні Рейху. Надалі Остерман грав важливу роль у формуванні фінських частин у складі СС. 
20 липня 1944 року Остерман повернувся додому та знову обійняв посаду генерального інспектора піхоти, на якій продовжував працювати навіть після завершення Другої світової війни, допоки 1946 року остаточно не звільнився з військової служби.
Надалі працював керівником у профспілках роботодавців у сферах виготовлення електротехніки. З 1960 року припинив будь-яку професійну активність.
Помер відставний генерал 14 лютого 1975 року у рідному місті Гельсінкі. 